# Funtenseetauern
Funtenseetauern je 2 579 m vysoký hraniční vrchol mezi Německem a Rakouskem na severním okraji Steinernes Meer (krasová náhorní plošina Severních vápencových Alp), jeden z devíti vrcholů horského masívu Berchtesgadenských Alp.
Funtenseetauern zasahuje svým širokým ramenem přes Königssee a Oberssee na jih k Berchtesgadenu. Na severozápad se prostírá k Stuhljochu (2 448  m), který společně s Stuhlwandem obklopuje jezero Funtensee.
Obvyklý přístup na vrchol je od Kärlingerhausu (chata Alpského spolku u Funtensee), tři hodiny pěšího pochodu přes Stuhlwanddrücken a Stuhljoch (obtížnost dle UIAA-stupnice: I). Ve spojení se sestupem přes ledovec Ledererkar lze provést horský přechod. Také lze na vrchol vystoupat přes samotný Ledererkar, po severním hřbetu Halsköpflu, z chaty Wasseralm, přes Unsunnigen Winkel či Steinige Grube (vedle jiných neznámých a obtížnějších variant).
V zimě dává vděčnou lyžařskou túru, obvykle je výstup součástí Großen Reibn, náročné dvou až dvoapůldenní lyžařské túry po Berchtesgadenských Alpách. Je možné (a častější) vystoupat na vrchol na lyžích v rámci pobytu na Kärlingerhausu.
Název „Funtenseetauern“ je často nesprávně používán jako plurál a jako „die Funtenseetauern“ (analogicky k: „die Hohen Tauern“).

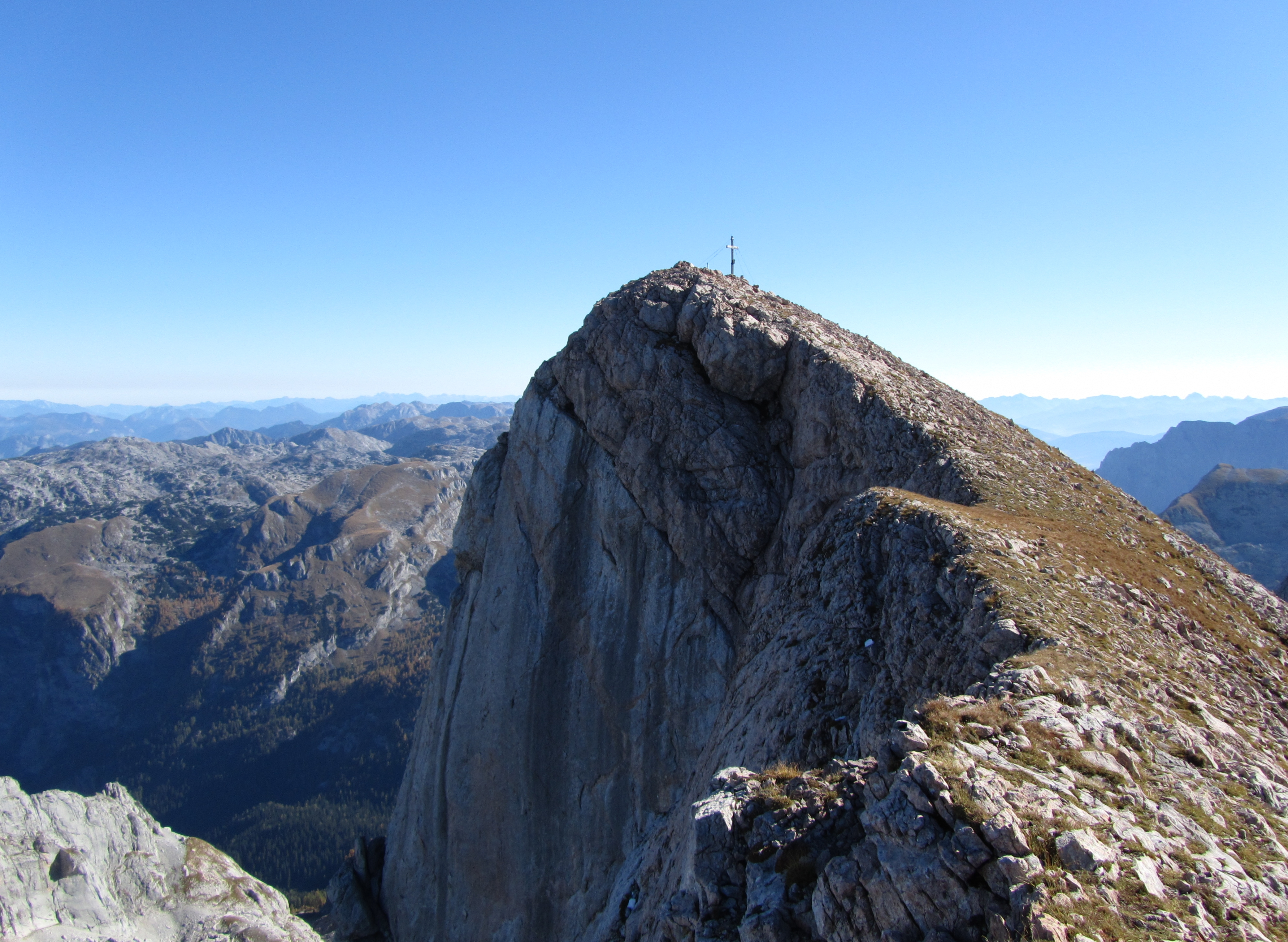
vrchol od jihozápadu
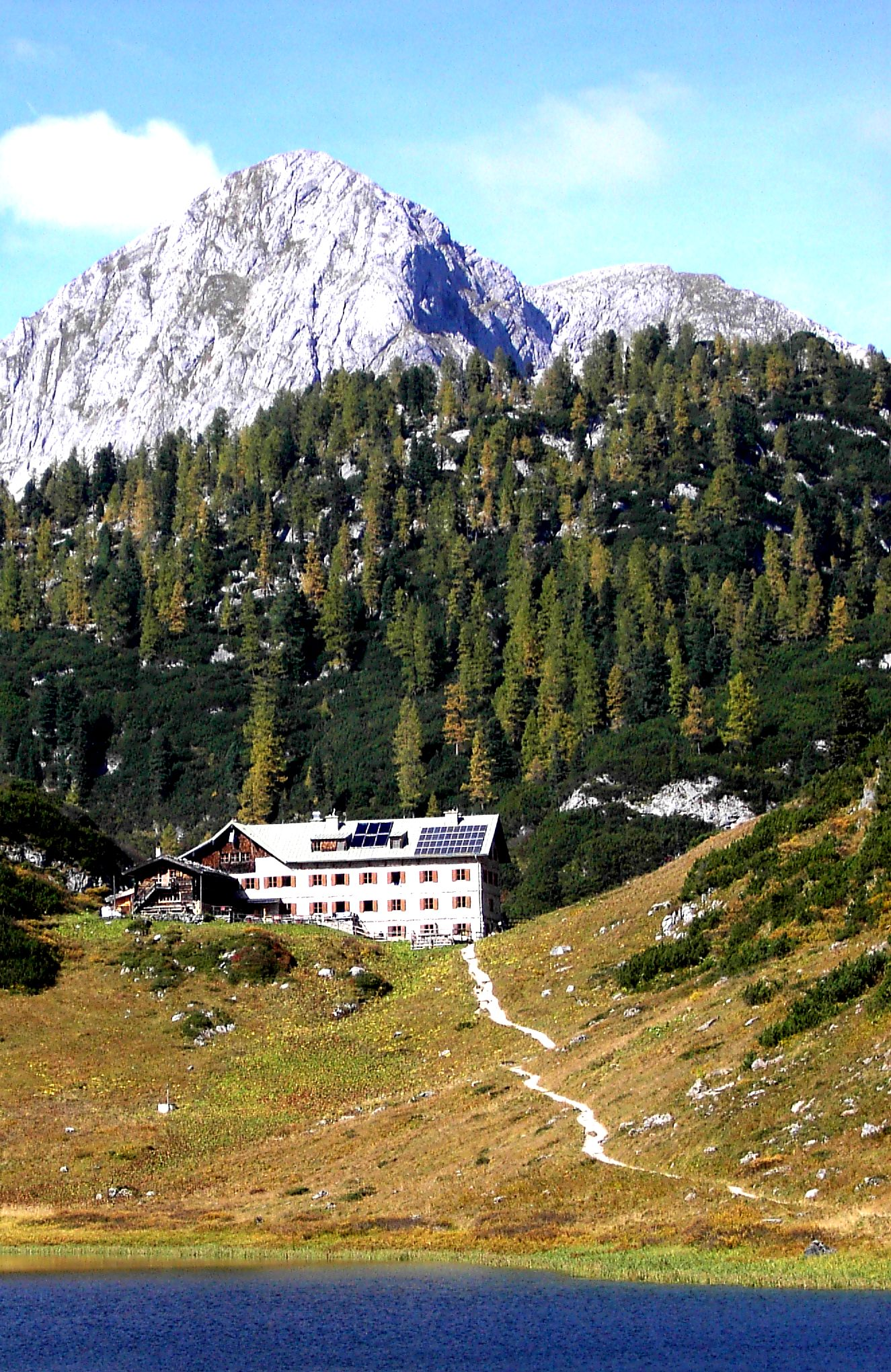
chata Kärlingerhaus u jezera Funtensee